# Leah Carola Czollek
Leah Carola Czollek (* 3. Juni 1954 in Ost-Berlin) ist eine deutsche Autorin, Mediatorin und Trainerin.

## Leben
Czollek wuchs als Tochter des Verlegers Walter Czollek in Ost-Berlin auf. Sie studierte von 1974 bis 1980 Rechtswissenschaft an der Humboldt-Universität zu Berlin. 2008 schloss sie ein Studium der Sozialen Arbeit (BA) an der Fachhochschule Potsdam ab. Seit 1994 ist sie freiberuflich tätig als Trainerin im Bereich Erwachsenenbildung, seit 1999 als Lehrbeauftragte an der Alice-Salomon-Hochschule, seit 2002 als Mediatorin. Seit 2005 ist sie Leiterin des Instituts „Social Justice und Diversity“ sowie Trainerin und Ausbilderin.
1999 gründete Czollek das private Institut „Czollek Consult. Institut für Mediation, Diversity und Dialog“. Angeregt durch das an der University of Massachusetts ausgearbeitete Modell „Diversity and Social Justice Education“ konzipierte sie zusammen mit Heike Weinbach und Gudrun Perko 2001 ein Bildungs- und Trainingskonzept namens „Social Justice und Diversity“ für den deutschsprachigen Raum.
2005 gründete sie zusammen mit Perko und Weinbach das „Institut Social Justice und Diversity“. Das Social-Justice-und-Diversity-Training ist ein diskriminierungskritisches Bildungskonzept für Inklusion, Teilhabe und Partizipation. Das Team des Instituts besteht neben Czollek und Perko aus Max Czollek und Corinne Kaszner. Das Institut kooperiert mit dem DGB-Bildungswerk, der Alice-Salomon-Hochschule Berlin und seit 2012 mit der Zentralen Einrichtung Weiterbildung der Fachhochschule Potsdam. Die Ausbildung ist wissenschaftlich evaluiert. Czollek veranstaltet außerdem Workshops und Trainings zu den einzelnen Schwerpunkten der Ausbildung (wie Grundlagen des Social Justice und diskriminierungskritisches Diversity sowie u. a. Klassismus, Rassismus, Antisemitismus, Ableismus, Ost/West, Altersdiskriminierung/Adultismus, Sexismus sowie Perspektivenverschiebung und Empowermentstrategien). 2019 wurde das Institut Social Justice und Diversity umbenannt in Institut Social Justice und Radical Diversity.

## Werk
Czollek war von 2000 bis 2012 Mitherausgeberin der Zeitschrift Quer. Denken – Lesen – Schreiben im Auftrag der Frauenbeauftragten der Alice-Salomon-Fachhochschule. Sie hat zahlreiche Artikel zu Gender/Queer sowie Social Justice und Diversity, das Konzept des Verbündet-Seins und zur dialogischen Methode Mahloquet (dialogisch-konstruktives Streitgespräch) verfasst und ihre Bedeutungen für einzelne Praxisbereiche der Sozialen Arbeit dargestellt. Zusammen mit Perko entwickelte sie zwei Diversitykonzepte: „Radical Diversity“ und „Diskriminierungskritische Diversity“. Diversity wird dabei als Antwort auf strukturelle Diskriminierung aufgefasst, die als Zusammenwirken von individuellen, institutionellen und kulturellen Praxen verstanden wird, die ineinander verwoben sind und sich durch Ausbeutung, Gewalt, Exklusion und Marginalisierung auszeichnen. Czollek hat verschiedene Lehrbücher und Handbücher im Bereich Pädagogik und soziale Berufe veröffentlicht.

## Schriften
- Frauen in Gewaltverhältnissen, Dokumentation zur Tagung „Gewalt gegen Frauen“. Alice-Salomon-Hochschule, Berlin 2002.
- Leah Carola Czollek, Gudrun Perko: Verständigung in finsteren Zeiten. Interkulturelle Dialoge statt „Clash of Civilizations“. PapyRossa, Köln 2003, ISBN 3-89438-275-9.
- Leah Carola Czollek, Heike Weinbach: Was Sie schon immer über Gender wissen wollten... und über Sex nicht gefragt haben. Alice-Salomon-Hochschule, Berlin 2003, ISBN 3-930523-16-7.
- Leah Carola Czollek, Gudrun Perko: Lust am Denken. Queeres jenseits kultureller Verortungen. PapyRossa, Köln 2004, ISBN 3-89438-294-5.
- Leah Carola Czollek, Gudrun Perko, Heike Weinbach: Lehrbuch Gender und queer. Grundlagen, Methoden und Praxisfelder. Beltz Juventa, Weinheim 2009, ISBN 978-3-7799-2205-6.
- Leah Carola Czollek, Gudrun Perko, Heike Weinbach: Praxishandbuch Social Justice und Diversity. Theorien, Training, Methoden, Übungen. Beltz Juventa, Weinheim 2012, ISBN 978-3-7799-2822-5.
- Leah Carola Czollek, Gudrun Perko: Social Justice und Diversity Training: Intersektionalität als Diversitymodell und Strukturanalyse von Diskriminierung und Exklusion. Bergische Universität, Wuppertal 2012. (portal-intersektionalitaet.de)
- Leah Carola Czollek, Gudrun Perko, Corinne Kaszner, Max Czollek: Praxishandbuch Social Justice und Diversity: Theorien, Training, Methoden, Übungen. Überarbeitete und erweiterte Auflage. Beltz Juventa, Weinheim 2019, ISBN 978-3-7799-3845-3.